# Kazuya Maekawa
Kazuya Maekawa (前川 和也?, Maekawa Kazuya; Hirado, 22 marzo 1968) è un ex calciatore giapponese, di ruolo portiere.

## Palmarès

### Nazionale
- Coppa d'Asia: 1

1992